# Gimai Seikatsu
Gimai Seikatsu (義妹生活 (Nghĩa muội sinh hoạt) "Cuộc sống của em gái danh nghĩa") là một dự án media mix (truyền thông hỗn hợp) lên ý tưởng bởi Mikawa Ghost (三河 ごーすと). Dự án mở đầu với một kênh YouTube ra mắt vào ngày 2 tháng 4 năm 2020, video đầu tiên đăng tải vào ngày 1 tháng 5 năm 2020. 
Một ấn phẩm light novel chuyển thể do Mikawa Ghost chấp bút và Hiten minh họa, được Media Factory xuất bản dưới ấn hiệu MF Bunko J từ tháng 1 năm 2021. Tại Việt Nam, light novel dự kiến phát hành dưới tên Chung một mái nhà bởi Nhà xuất bản Kim Đồng.
Manga chuyển thể thực hiện bởi Kanade Yumika đăng dài kỳ trên Shōnen Ace Plus của Kadokawa Shoten từ tháng 7 cùng năm. Bản chuyển thể anime thực hiện bởi Studio Deen đã lên sóng vào tháng 7 năm 2024.

## Cốt truyện
Sau khi bố tái hôn, Asamura Yūta sống cùng người em gái kế Ayase Saki, cô nữ sinh đẹp nhất khối. Chứng kiến cảnh bất hòa giữa hai vị phụ huynh trước kia, cả hai đều có những định kiến không tốt đẹp về quan hệ nam nữ. Sau đó, Yūta và Saki đã thiết lập một lời hứa sẽ giữ khoảng cách hợp lý với nhau, không quá thân thiết hay quá đối nghịch. Saki, người khao khát tình cảm từ gia đình và làm việc cô độc vì lợi ích của họ, không biết cách dựa dẫm vào người khác, trong khi Yūta không biết làm thế nào để kết nối đúng cách với Saki với tư cách là anh trai.

## Nhân vật
Asamura Yūta (浅村 悠太)
Lồng tiếng bởi: Amasaki Kōhei
Một nam sinh trung học năm hai, đã mất đi sự mong đợi của mình đối với phụ nữ kể từ khi bố mẹ ly hôn vì mẹ anh ngoại tình.
Ayase Saki (綾瀬 沙季)
Lồng tiếng bởi: Nakashima Yuki
Một nữ sinh trung học năm hai học cùng trường trung học với Yuta.  Em gái kế của Yuta. Trái ngược với vẻ ngoài, cô ấy có tính cách trưởng thành, nhưng vì ngoại hình nên cô ấy nổi bật trong trường.
Maru Tomokazu (丸 友和)
Lồng tiếng bởi: Hamano Daiki
Bạn cùng lớp của và cũng là người bạn duy nhất của Yūta. Cậu là thành viên của câu lạc bộ bóng chày và là một otaku.
Narasaka Maaya (奈良坂 真綾)
Lồng tiếng bởi: Suzuki Ayu
Bạn cùng lớp và cũng là người bạn duy nhất của Saki.  Ngoài tính cách vui vẻ và hòa đồng, cô ấy còn là một người hay dính líu đến Saki vì không chịu được cảnh cô ấy bị cô lập, về sau cô ấy đã trở thành một người bạn.
Yomiuri Shiori (読売 栞)
Lồng tiếng bởi: Suzuki Minori
Một sinh viên đại học và một sinh viên năm cuối trong công việc bán thời gian của Yūta.  Vẻ ngoài của cô ấy dược miêu tả như Yamato Nadeshiko, nhưng thực tế cô ấy thích chế nhạo Yuta và thậm chí không ngần ngại nói những trò đùa tục tĩu.  Bởi vì cô ấy xinh đẹp, cô ấy thường được chọn trong công việc bán thời gian của mình.
Asamura Taichi (浅村 太一)
Lồng tiếng bởi: Kobayashi Chikahiro
Là cha ruột của Yūta và là cha kế của Saki. Sau khi ly hôn vì một số lí do, ông tái hôn với Ayase Akiko. Ông có mối quan hệ tốt với Yūta và Saki.
Ayase Akiko (綾瀬 亜季子)
Lồng tiếng bởi: Ueda Reina
Là mẹ ruột của Saki và là mẹ kế của Yūta. Sau khi ly hôn với chồng cũ, bà làm việc và nuôi Saki một mình cho đến khi tái hôn với Asamura Taichi.
Fujinami Kaho (藤波 夏帆)
Lồng tiếng bởi: Tanezaki Atsumi
Shinjō Keisuke (新庄 圭介)
Lồng tiếng bởi: Arai Ryōhei
Kudō Eiha (工藤 英葉)
Lồng tiếng bởi: Sonozaki Mie

## Truyền thông

### Youtube
Trong khi viết một số tác phẩm, tác giả Mikawa Ghost được một độc giả yêu cầu đào sâu vào cuộc sống hàng ngày của các nhân vật. Anh ấy muốn xem điều gì sẽ xảy ra nếu anh ấy cố gắng viết một tác phẩm khác thường, và quyết định viết một câu chuyện miêu tả mối quan hệ giữa anh em kế.
Về việc sản xuất các video, Mikawa là tác giả gốc của cốt truyện, nhưng phần kịch bản của câu chuyện do nhiều người phụ trách. Theo tác giả, phong cách viết của mỗi nhà văn được thể hiện trong mỗi kịch bản.
Tất cả các video trên kênh Youtube đều được dịch bằng tiếng Anh, tiếng Tây Ban Nha, tiếng Trung và tiếng Việt.

### Light novel
Loạt tiểu thuyết được viết bởi Mikawa Ghost và được minh họa bởi Hiten. Nó được xuất bản bởi Media Factory dưới ấn hiệu MF Bunko J. Tập đầu tiên được phát hành vào ngày 25 tháng 1 năm 2021; đến ngày 5 tháng 4 năm 2023, 13 tập đã được phát hành. 
Tại Việt Nam, light novel được phát hành dưới tên Chung một mái nhà bởi Nhà xuất bản Kim Đồng. Ở Sakura-Con 2023, Yen Press thông báo họ đã được cấp phép cho bản tiếng Anh.
| #                                                                                            | Phát hành tiếng Nhật | Phát hành tiếng Nhật | Phát hành tiếng Việt | Phát hành tiếng Việt |
| #                                                                                            | Ngày phát hành       | ISBN                 | Ngày phát hành       | ISBN                 |
| -------------------------------------------------------------------------------------------- | -------------------- | -------------------- | -------------------- | -------------------- |
| 1                                                                                            | 25/1/2021            | 978-4-04-064726-5    | 28/6/2024            | 978-604-2-34075-5    |
| 2                                                                                            | 25/3/2021            | 978-4-04-680326-9    | 21/10/2024           | 978-604-2-38107-9    |
| 3                                                                                            | 21/7/2021            | 978-4-04-680607-9    | 17/1/2025            | 978-604-2-38940-2    |
| 4                                                                                            | 24/12/2021           | 978-4-04-681001-4    | —                    | —                    |
| 5                                                                                            | 25/4/2022            | 978-4-04-681361-9    | —                    | —                    |
| 6                                                                                            | 25/8/2022            | 978-4-04-681656-6    | —                    | —                    |
| 7                                                                                            | 23/12/2022           | 978-4-04-682033-4    | —                    | —                    |
| 8                                                                                            | 25/4/2023            | 978-4-04-682404-2    | —                    | —                    |
| 9                                                                                            | 25/8/2023            | 978-4-04-682764-7    | —                    | —                    |
| 10                                                                                           | 25/1/2024            | 978-4-04-683233-7    | —                    | —                    |
| 11                                                                                           | 25/7/2024            | 978-4-04-683793-6    | —                    | —                    |
| 12                                                                                           | 25/10/2024           | 978-4-04-684229-9    | —                    | —                    |
| 13                                                                                           | 25/2/2025            | 978-4-04-684554-2    | —                    | —                    |
| 14                                                                                           | 25/6/2025            | 978-4-04-684885-7    | —                    | —                    |
| Mã ISBN tiếng Việt được lấy từ Cục Xuất bản, In và Phát hành - Bộ thông tin và truyền thông. |                      |                      |                      |                      |

### Manga
Bản chuyển thể manga với minh họa của Kanade Yumika bắt đầu được đăng dài kỳ trên web Shōnen Ace Plus của Kadokawa Shoten vào ngày 16 tháng 7 năm 2021.
| # | Ngày phát hành tiếng Nhật | ISBN tiếng Nhật   |
| - | ------------------------- | ----------------- |
| 1 | 26/4/2022                 | 978-4-04-112284-6 |
| 2 | 26/12/2022                | 978-4-04-113171-8 |
| 3 | 26/9/2023                 | 978-4-04-113914-1 |
| 4 | 25/6/2024                 | 978-4-04-115047-4 |
| 5 | 24/3/2025                 | 978-4-04-115957-6 |

### Anime
Vào ngày 24 tháng 7 năm 2022, trong "Natsu no Gakuensai 2022", bản chuyển thể anime đã được công bố. Bộ anime được thực hiện bởi Studio Deen và do Ueno Takehiro chỉ đạo, Nii Manabu thiết kế nhân vật, Hirota Mitsutaka biên soạn kịch bản.

#### Danh sách tập phim
| TT. | Tiêu đề                                                      | Đạo diễn                                    | Biên kịch        | Bảng phân cảnh     | Ngày phát hành gốc  |
| --- | ------------------------------------------------------------ | ------------------------------------------- | ---------------- | ------------------ | ------------------- |
| 1   | "Tanin to Tadaima" (tiếng Nhật: 他人とただいま)              | Andong Daiei Mizuki Kobayashi Murata Naoki  | Hirota Mitsutaka | Ueno Takehiro      | 4 tháng 7 năm 2024  |
| 2   | "Torihiki to Medama Yaki" (tiếng Nhật: 取引と目玉焼き)       | Shun Nakajima                               | Mitsutaka Hirota | Hiroyuki Fukushima | 11 tháng 7 năm 2024 |
| 3   | "Hansha to Shūsei" (tiếng Nhật: 反射と修正)                  | Souta Ueno, Taro Kubo & Naoki Murata        | Mitsutaka Hirota | Souta Ueno         | 18 tháng 7 năm 2024 |
| 4   | "Keikō to Taisaku" (tiếng Nhật: 傾向と対策)                  | Daiei Ando, Shun Nakajima & Naoki Murata    | Hana Yamada      | Daiei Ando         | 25 tháng 7 năm 2024 |
| 5   | "Reitoshō to Nayatsu" (tiếng Nhật: レイトショーとガチなやつ) | Mizuki Kobayashi                            | Megumi Sasano    | Mizuki Kobayashi   | 1 tháng 8 năm 2024  |
| 6   | "Subuta to Ame" (tiếng Nhật: 酢豚と雨)                       | Shintaro Ito                                | Hana Yamada      | Souta Ueno         | 8 tháng 8 năm 2024  |
| 7   | "Kanjō to Natsuyasumi" (tiếng Nhật: 感情と夏休み)            | Souta Ueno & Taro Kubo                      | Mitsutaka Hirota | Hiroyuki Fukushima | 15 tháng 8 năm 2024 |
| 8   | "Henji to Hotto Miruku" (tiếng Nhật: 返事とホットミルク)     | Hamana Takayuki                             | Megumi Sasano    | Mizuki Kobayashi   | 22 tháng 8 năm 2024 |
| 9   | "Gimai to NikkI" (tiếng Nhật: 義妹と日記)                    | Souta Ueno & Mizuki Kobayashi               | Mitsutaka Hirota | Souta Ueno         | 29 tháng 8 năm 2024 |
| 10  | "En to Miren" (tiếng Nhật: 縁と未練)                         | Shun Nakajima                               | Hana Yamada      | Shun Nakajima      | 5 tháng 9 năm 2024  |
| 11  | "Nii to Imōto" (tiếng Nhật: 兄と妹)                          | Shintaro Ito & Daiei Ando                   | Mitsutaka Hirota | Hiroyuki Fukushima | 12 tháng 9 năm 2024 |
| 12  | " to " (tiếng Nhật: と )                                     | Souta Ueno, Mizuki Kobayashi & Shintaro Ito | Mitsutaka Hirota | Souta Ueno         | 19 tháng 9 năm 2024 |